# Bythotiara depressa
Bythotiara depressa is een hydroïdpoliep uit de familie Bythotiaridae. De poliep komt uit het geslacht Bythotiara. Bythotiara depressa werd in 1960 voor het eerst wetenschappelijk beschreven door Naumov. 